# Daniel Grubeanu

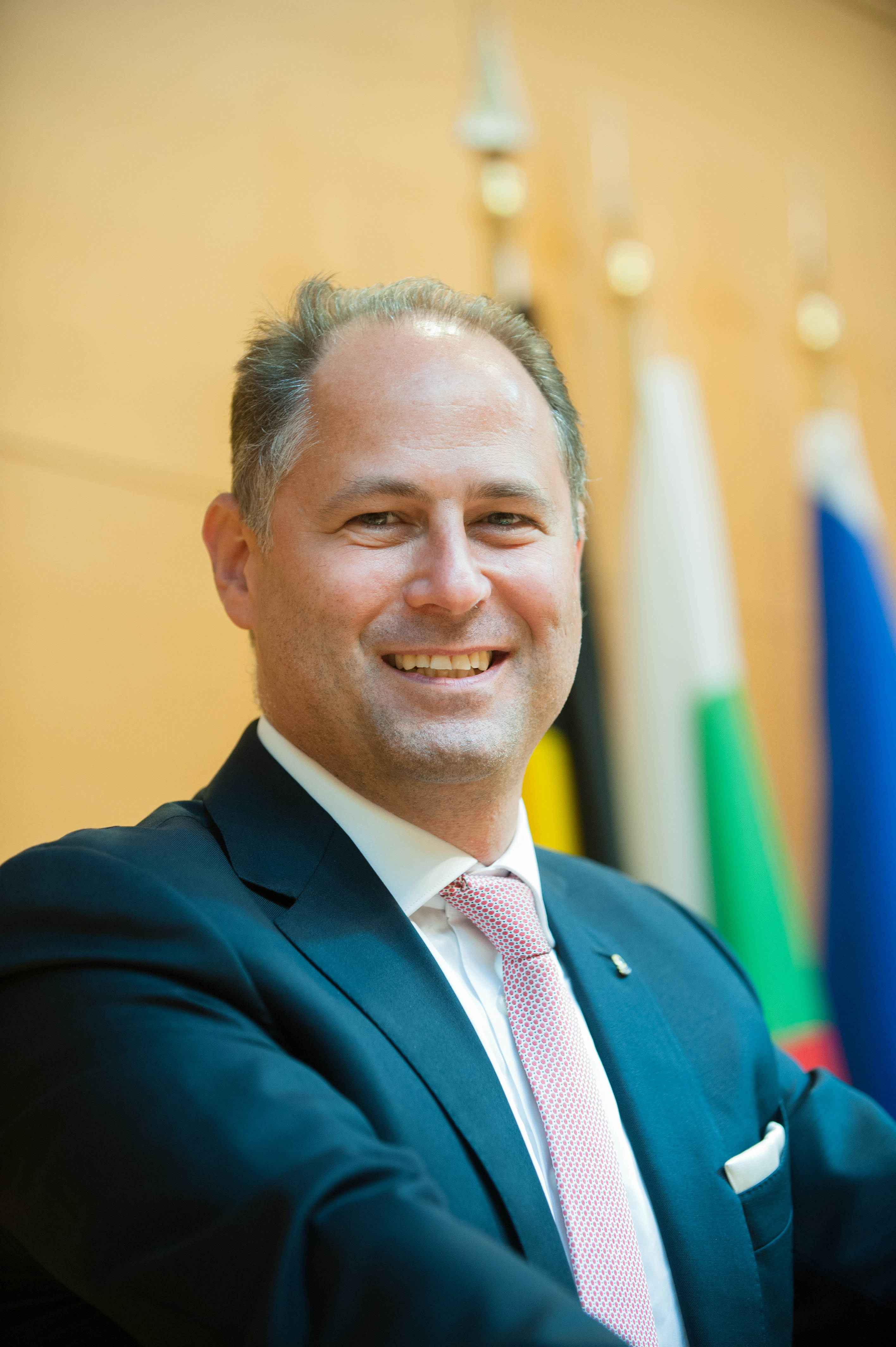
Daniel Grubeanu

Daniel Bogdan Grubeanu (* 10. Januar 1971 in Bukarest, Rumänien) ist ein deutscher Zahnarzt mit Behandlungs-, Lehr- und Forschungsschwerpunkten in Parodontologie und Implantologie.

## Leben
Daniel Grubeanu wuchs in Frankfurt am Main auf. Die Mutter, Valeria Nanci-Birlic († 2006), war eine bekannte rumänische Schauspielerin, der Vater, Victor Anagnoste († 2011), war Rechtsanwalt und Präsident der „Union der Rumänischen Rechtsanwälte“. Heute ist Daniel Grubeanu verheiratet und hat drei Kinder. Nach dem Staatsexamen (1996) an der Johann Wolfgang Goethe-Universität Frankfurt am Main promovierte Daniel Grubeanu dort im gleichen Jahr zum Dr. med. dent. Es folgte eine oralchirurgische Ausbildung in Praxen in Oberursel und Bitburg sowie eine Hospitation am Universitätsklinikum Aachen, Abteilung für Mund-, Kiefer- und Gesichtschirurgie.

## Tätigkeiten
Grubeanu ist Gutachter für Prothetik und Implantologie der Kassenzahnärztlichen Vereinigung Rheinland-Pfalz (KZV RLP), Experte am Bezirksgericht Luxemburg (Tribunal d’Arrondissement de Luxembourg) und stellvertretendes Mitglied im Obergutachter-Ausschuss der KZV RLP für Prothetik.
Er ist Referent in der Kollegenfortbildung für Fachgesellschaften und hält national und international Vorträge, darunter im Philipp-Pfaff-Institut, Berlin. Weiter ist er Leiter des Qualitätszirkels „Implantologie“ der DGI in Trier sowie Leiter der Studiengruppe „Implantologie“ der DGOI.

## Wissenschaftliche Laufbahn
Grubeanu ist Professor für Kraniomandibuläre Dysfunktionstherapie am Fachbereich „Gesundheit & Soziales“ der Hochschule Fresenius. Er ist Gastprofessor an der Zahnmedizinischen Fakultät der Universität Szeged; Abteilung für Orale Chirurgie, Fachbereich Implantologie und hat einen Lehrauftrag für das Curriculum und Continuum Implantologie durch die Deutsche Gesellschaft für Implantologie (DGI) und die Akademie der Wissenschaft (APW) der Deutschen Gesellschaft für Zahn-, Mund- und Kieferheilkunde (DGZMK).
Grubeanu ist Initiator und Mitentwickler der EMS Piezo-Chirurgie Einheit für die intraorale minimalinvasive Knochenbearbeitung und β-Tester der ExpertEase Soft- und Hardware (Dentsplysirona) für die navigierte Intraorale Implantation.
Prof. Grubeanu ist Präsident der DGOI (Deutsche Gesellschaft für Orale Implantologie) und Initiator sowie Mitbegründer der DTMD University for Digital Technologies in Medicine & Dentistry mit Sitz in Wiltz (Luxemburg) und dort Prodekan für Innovation und Qualitätsmanagement.
Er befasst sich mit bildgebenden Verfahren in der Implantologie: Prothetisch diktierte dreidimensionale Planung in der oralen Implantologie.

## Mitgliedschaften
- Mitglied im Vorstand des Europäischen Instituts für Wissens- und Werte-Management (EIKV)[19][20] in Luxemburg und dort für Fragen immaterieller Güter und Werte im Gesundheitswesen zuständig.
- Gewähltes Mitglied der Bezirkszahnärztekammer Trier[21],
- Mitglied im Fortbildungsausschuss der Bezirkszahnärztekammer Trier[22],
- Mitglied im Bildungsbeirat der Landeszahnärztekammer Rheinland-Pfalz[23],
- Mitglied im Vorstand der Deutschen Gesellschaft für Implantologie (DGI) des Landesverbandes Rheinland-Pfalz[24]
- Mitglied im Vorstand der Deutschen Gesellschaft für Orale Implantologie (DGOI)[25]